# NA-2552
La  NA-2552  es una carretera local perteneciente a la Red de Carreteras de Navarra que se inicia en PK 6,52 de N-121-A y termina en Oricáin. Tiene una longitud de 0,49 kilómetros.